# Mapararí (paroisse civile)
Pour les articles homonymes, voir Maparari.
Mapararí est l'une des cinq paroisses civiles de la municipalité de Federación dans l'État de Falcón au Venezuela. Sa capitale est Mapararí.

## Géographie

### Démographie
Hormis sa capitale Mapararí, la paroisse civile abrite un grand nombre de localités, dont :
- Cabulloncito
- Cambullón
- Docore
- Duvisí
- El Chambique
- El Guamo
- El Real
- El Roble
- La Florida
- La Garza
  - La Garza Arriba
- La Plaza
- La Turagua
- La Veguita
- Las Crucecitas
- Las Tibureias
- Los Botalones
- Mapararí
- Mapure
- Paracote
- Pueblo Nuevo
- Sabana Alta
- Santa Rita
- Santa Rosa
- Villa Adela